# Oberamt Burgthann

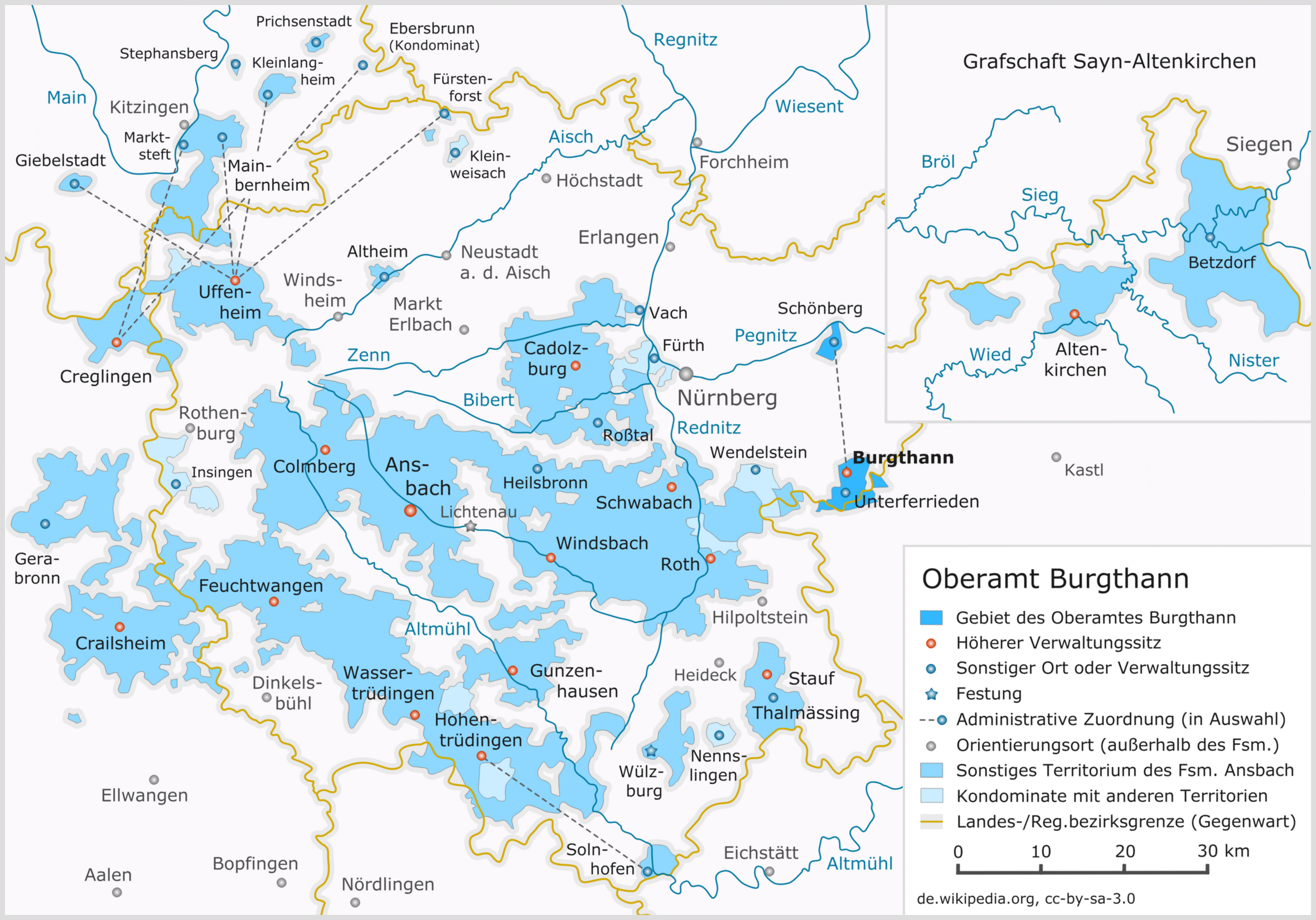
Das Gebiet des Oberamtes Burgthann

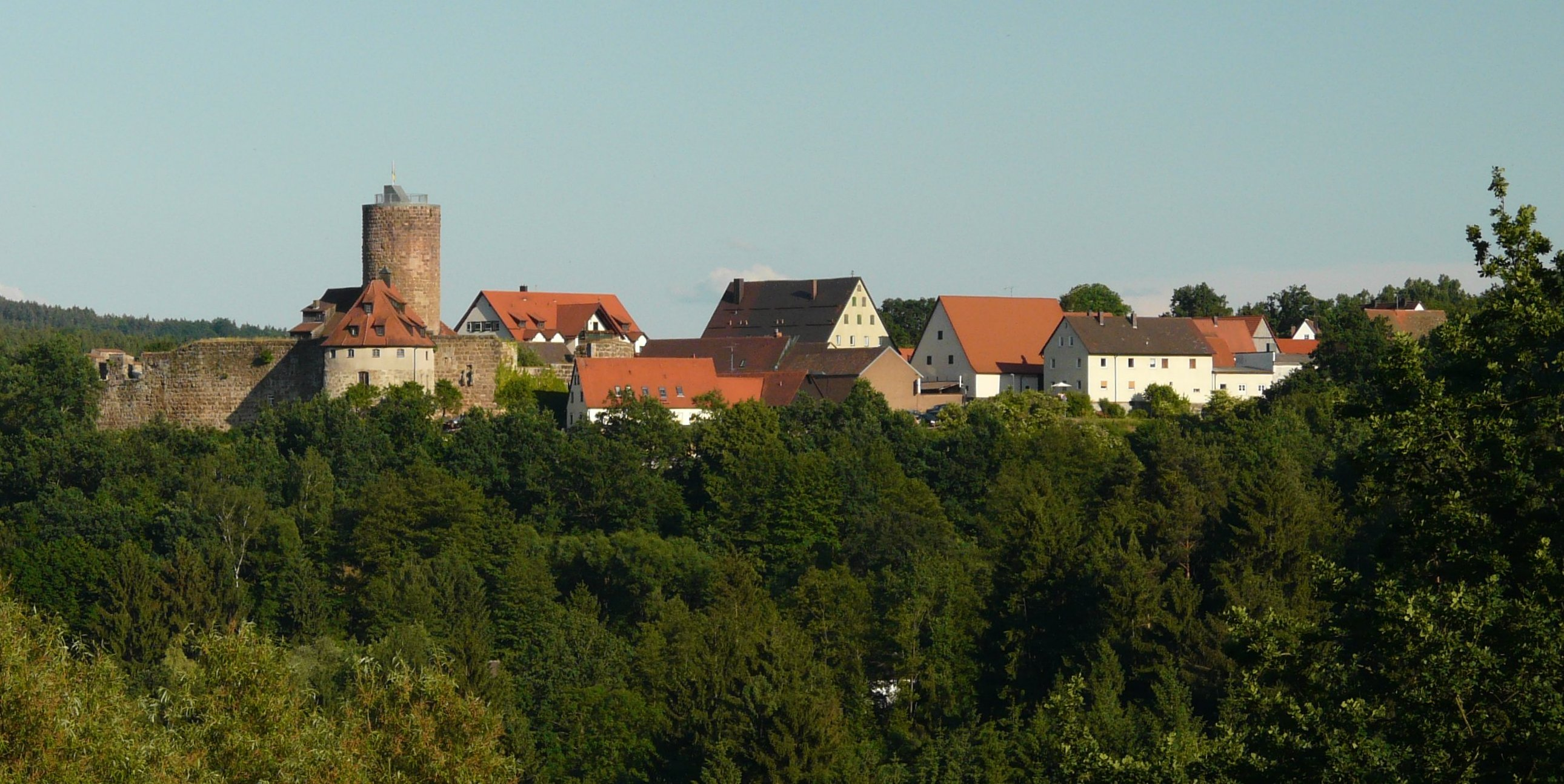
Die Burg Thann, der Amtssitz des Oberamtes

Das Oberamt Burgthann war eines der fünfzehn Oberämter, mit denen das Fürstentum Ansbach die Verwaltung seines Territorialbesitzes organisiert hatte. Ab 1791/92 wurde das Fürstentum Ansbach vom preußischen Staat als Ansbach-Bayreuth verwaltet. Damit ging das Oberamt Burgthann in dem Schwabacher Kreis auf.

## Lage
Innerhalb des Fürstentums bildete das Oberamt Burgthann eine Exklave und war das am weitesten im Osten gelegene Oberamt dieser Herrschaft. Im Osten grenzte das nürnbergische Pflegamt Altdorf an, im Westen das Oberamt Schwabach; im Süden das ehemals Wolfsteinische, seit 1740 pfalz-neuburgische Amt Pyrbaum, im Südosten das dem Deutschen Orden unterstehende Postbauer und im Norden das nürnbergische Pflegamt Lauf.

## Struktur
Der Verwaltungssitz des Oberamtes war die oberhalb von Burgthann gelegene Burg Thann. Es gab die Fraischbezirke Burgthann und Schönberg. Die Hochgerichtsbarkeit wurde jedoch bei einer großen Anzahl von Orten von der Reichsstadt Nürnberg, teilweise auch vom Oberamt Schwabach angefochten. Die grundherrlichen Ansprüche wurden vom Kastenamt Burgthann und vom Vogtamt Burgthann verwaltet.
Ende des 18. Jahrhunderts unterstanden dem Oberamt Burgthann 56 Orte, darunter 1 Marktflecken, 8 Pfarrdörfer, 2 Kirchdörfer, 1 Kapelle, 55 Weiler und 39 einzelne Höfe oder Mühlen. Insgesamt gab es 1107 Untertansfamilien, 280 waren ansbachisch, 827 fremdherrisch.

### Amt Burgthann
Zu Burgthann gehörten folgenden Orte (in Klammern Anzahl der Anwesen, die dem Kastenamt Burgthann abgabepflichtig waren, dann Gesamtzahl der Anwesen):
Altenthann (0/23), Altenfurt, Kapelle (0/0), Bachmühle (1/1), Birnthon (0/4), Bleiweiß (0/2), Brandmühle (0/1), Buch * (0/9), Burgthann (39/39), Dörlbach (0/6), Dutzendteich (0/4), Ezelsdorf (29/36), Feucht (0/66), Fischbach (0/24), Förresmühle (1/1), Forsthof (0/1), Fröschau (0/1), Gauchsmühle (0/1), Gibitzenhof (1/1), Gleißhammer (0/14), Großvoggenhof (1/6), Grub (18/20), Grünsberg (0/11), Gsteinach (0/1), Gspannberg * (0/6), Gugelhammer (0/1), Gugelhof (1/1), Hadermühle (0/1), Hahnhof mit Mühle (0/2), Hallerschloß (0/1), Heinleinshof (3/3), Hohenbruck (0/9), Höfen (0/3), Kemnath * (2/26), Kleinvoggenhof (0/2), Kothmühle (0/1), Lochmannshof (0/1), Ludersheim und Auf der Au (0/11), Malersberg (0/2), Moosbach (0/9), Netzstall (0/2), Oberferrieden (21/21), Oberlindelburg (1/9), Obermimberg (3/3), Oberwellitzleithen (0/7), Pattenhofen (4/9), Penzenhofen (0/10), Pfeifferhütte (4/4), Peunting (0/3), Prackenfels (0/3), Prethalmühle (0/1), Rasch (0/31), Röthenbach bei St. Wolfgang (0/20), Röthenbach bei Altdorf (0/20), Rübleinshof (0/1), Rummelsberg (0/1), Schwarzenbach (3/26), Schwarzenbruck (0/15), Steinbach (4/7), Spital Altdorf, Unterferrieden (46/46), Unterlindelburg (2/3), Untermimberg (2/3), Weinhof (0/8), Winkelhaid (0/29), Westhaid (3/6), Weiherhaus (0/1), Ziegelhütte (0/1).

### Amt Schönberg
Zu Schönberg gehörten folgenden Orte (in Klammern Anzahl der Anwesen, die dem Vogtamt Schönberg abgabepflichtig waren, dann Gesamtzahl der Anwesen):
Brunn (0/11), Diepersdorf (7/48), Dürrenhof (0/1), Ernhofen (0/5), Fuchsmühle (0/1), Gersdorf (0/17), Haimendorf (0/19), Hammer (0/5), Heiligenmühle (0/1), Himmelgarten (0/4), Laufamholz (3/37), Leinburg (3/65), Letten (0/4), Malmsbach (0/10), Meiersberg (0/3), Mittelbuch (1/1), Moritzberg (0/1), Mögeldorf (20/51), Nessenmühle (1/1), Oberbürg (0/1), Oberhaidelbach (6/17), Obermühle (0/1), Pötzling (0/9), Pühlhof (0/1), Renzenhof (0/7), Rockenbrunn (0/1), Rösmühle (0/1), Scheerau (0/1), Schönberg (48/56), Schwaig (0/12), Tullnau (0/1), Ungelstetten + (1/6), Unterbürg (0/1), Unterhaidelbach (0/7), Unterröthenbach bei Lauf (0/9), Weigenhofen ° (1/29), Wetzendorf (2/13), Winn (0/5), Zerzabelshof (0/15).